# Tomáš Černušák
Tomáš Černušák (* 7. března 1972) je český archivář a historik, zaměřuje se na církevní dějiny, specializuje se na výzkum historie církevních řádů a na výzkum papežských nunciatur v období raného novověku.

## Životopis
Po absolvování gymnázia studoval nejprve na Filozofické fakultě Masarykovy univerzity, následně na Filozofické fakultě Univerzity Palackého v Olomouci obor historie-archivnictví (1996), kde pokračoval v doktorském studiu českých dějin (2000). Paralelně vystudoval na Cyrilometodějské teologické fakultě Univerzity Palackého obor teologie (1998). V letech 2001-2020 pracoval jako archivář v Moravském zemském archivu v Brně, v letech 2015-2020 v pozici vedoucího oddělení. Od roku 2016 je vědeckým pracovníkem v Historickém ústavu Akademie věd. V roce 2020 se habilitoval na Cyrilometodějské teologické fakultě Univerzity Palackého v Olomouci. Od roku 2021 působí jako docent na Filozofické fakultě Masarykovy univerzity. Od ledna 2025 jmenován ředitelem Českého historického ústavu v Římě.

## Nejvýznamnější díla
- Historie dominikánů v českých zemích, Praha 2001 (spoluautoři: Augustin Prokop, Damián Němec); ISBN 978-80-260-3314-1
- Epistulae et acta Antonii Caetani 1607-1611, Pars IV, September 1608-Junius 1609, Pragae 2013; ISBN 978-80-200-2238-7
- Epistulae et acta Antonii Caetani 1607-1611, Pars V, Julius 1609-Februarius 1611, Pragae 2017; ISBN 978-80-200-2655-2
- Gesandte und Klienten: päpstliche und spanische Diplomaten im Umfeld von Kaiser Rudolf II., Berlin 2020 (spoluautor: Pavel Marek); ISBN 978-3-11-061383-4